# Lądek (gmina)
Lądek – gmina wiejska w województwie wielkopolskim, w powiecie słupeckim. W latach 1975–1998 gmina położona była w województwie konińskim.
Siedziba gminy to Lądek.
Według danych z 31 grudnia 2012 gminę zamieszkiwało 5740 osób. Natomiast według danych z 31 grudnia 2017 roku gminę zamieszkiwało 5781 osób.

## Struktura powierzchni
Według danych z roku 2002 gmina Lądek ma obszar 98,32 km², w tym:
- użytki rolne: 89%
- użytki leśne: 3%

Gmina stanowi 11,73% powierzchni powiatu.

## Demografia

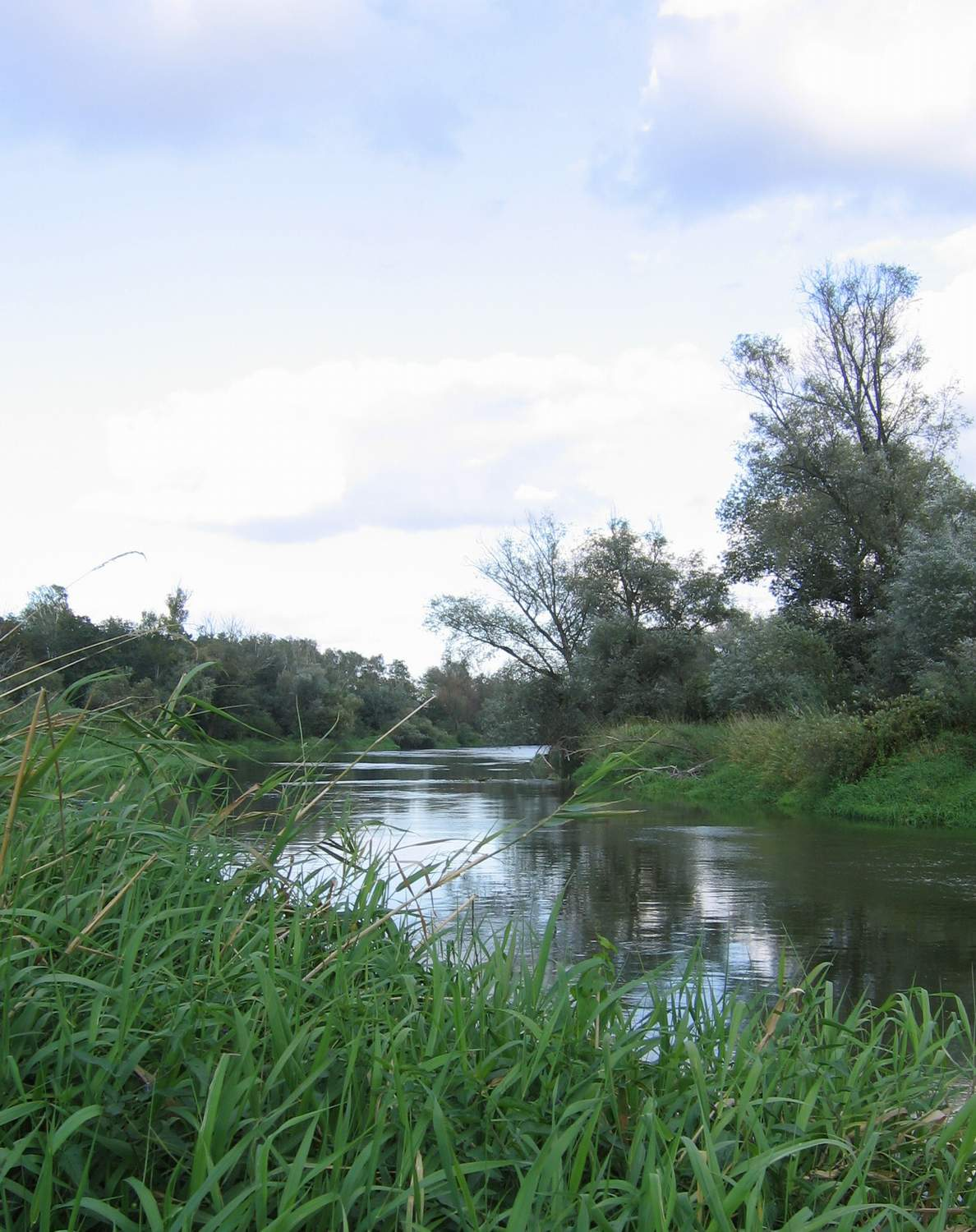
Rzeka Warta koło Lądku

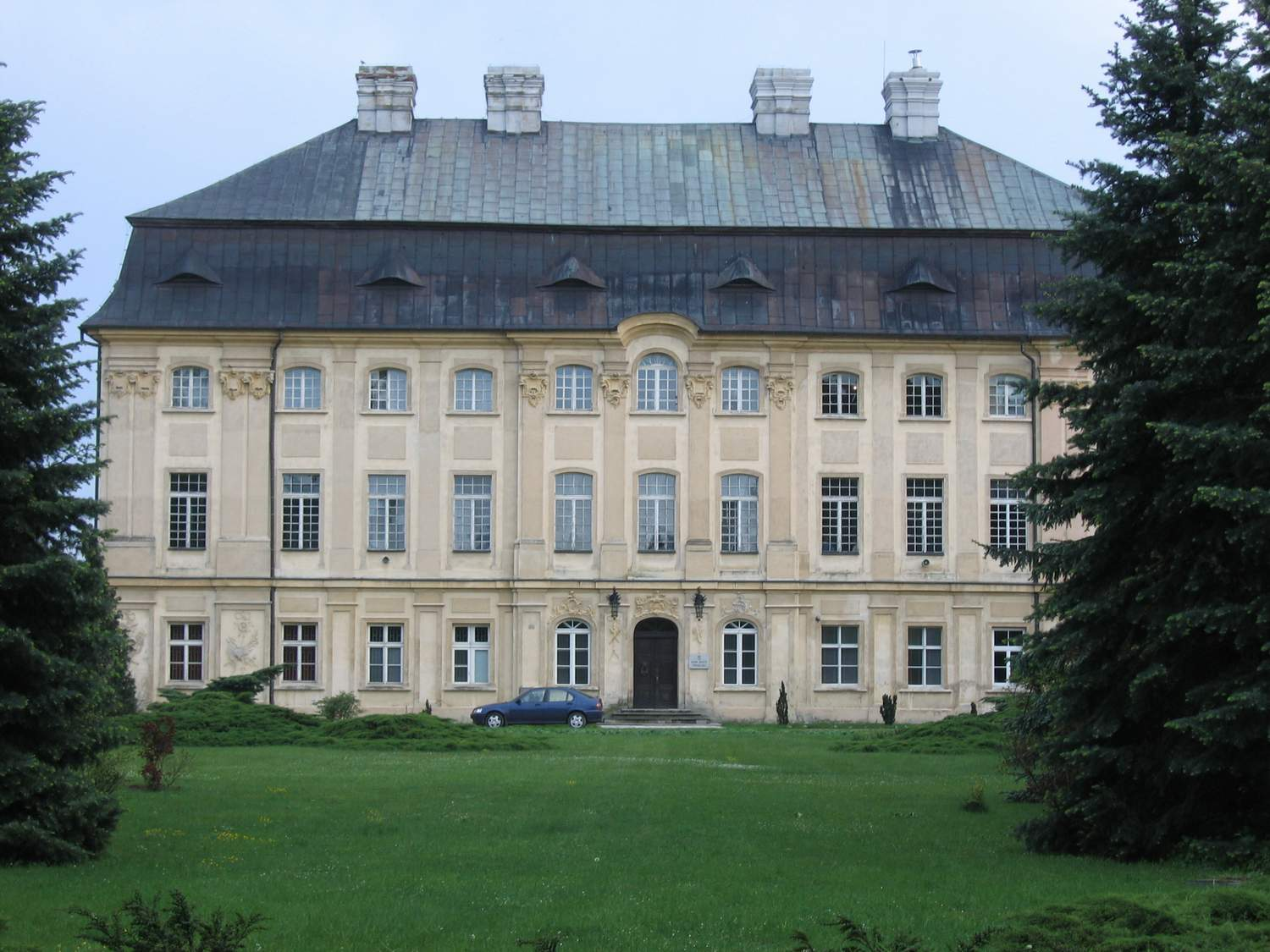
Pałac biskupi w Ciążeniu

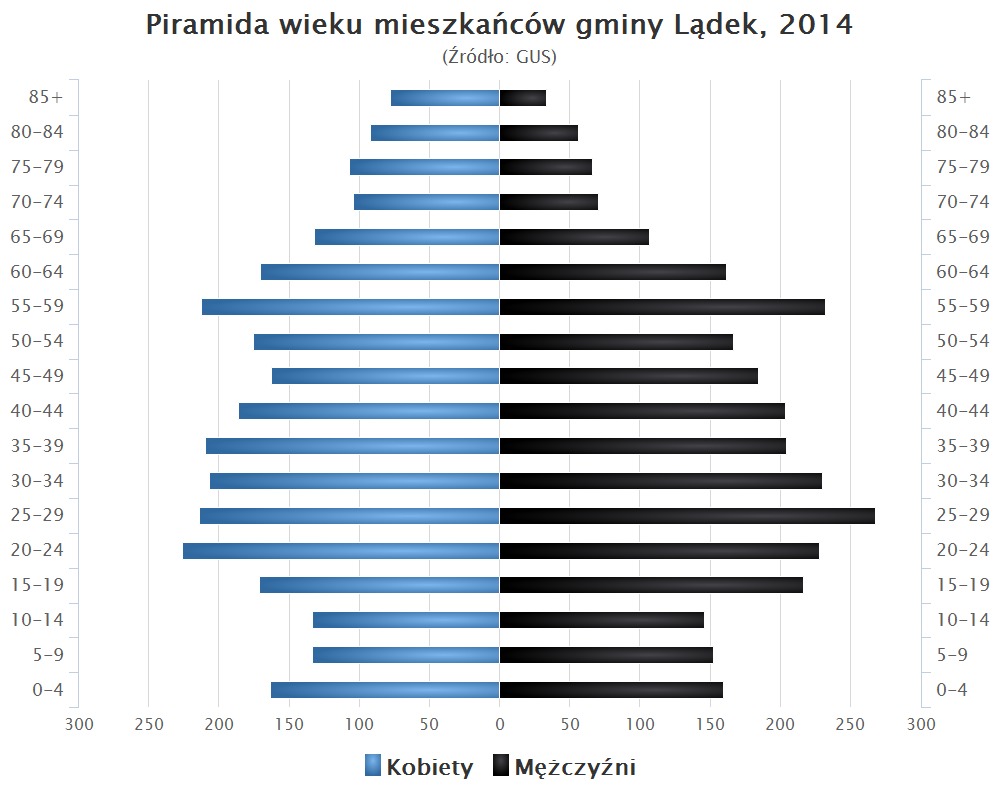
Piramida wieku mieszkańców gminy Lądek w 2014 roku

Dane z 31 grudnia 2017 roku:
| Opis                              | Ogółem | Ogółem | Kobiety | Kobiety | Mężczyźni | Mężczyźni |
| --------------------------------- | ------ | ------ | ------- | ------- | --------- | --------- |
| jednostka                         | osób   | %      | osób    | %       | osób      | %         |
| populacja                         | 5781   | 100    | 2840    | 49,6    | 2900      | 50,4      |
| gęstość zaludnienia (mieszk./km²) | 59     | 59     | 29      | 29      | 30        | 30        |

## Edukacja
- Szkoła Podstawowa im. Krzystofa Kamila Baczyńskiego w Ciążeniu
- Szkoła Podstawowa im. Orła Białego w Ratyniu
- Szkoła Podstawowa im. Wojska Polskiego w Lądku[5]

## Koło Gospodyń Wiejskich
- Koło Gospodyń Wiejskich w Woli Koszuckiej
- Koło Gospodyń Wiejskich w Wacławowie
- Koło Gospodyń Wiejskich w Ciążeniu
- Koło Gospodyń Wiejskich w Ratyniu
- Koło Gospodyń Wiejskich w Lądku
- Koło Gospodyń Wiejskich "Jaroszynianki"
- Koło Gospodyń Wiejskich w Dolanach "DOLANIANKI"
- Koło Gospodyń Wiejskich w Dziedzicach
- Koło Gospodyń Wiejskich w Samarzewie
- Koło Gospodyń Wiejskich w Sługocinie[6]

## Sołectwa
Ciążeń, Dąbrowa, Dolany, Dziedzice, Jaroszyn, Jaroszyn-Kolonia, Ląd, Ląd-Kolonia, Lądek, Piotrowo, Policko, Ratyń, Samarzewo, Sługocin, Sługocin-Kolonia, Wola Koszucka.

## Pozostałe miejscowości
Ciążeńskie Holendry, Działy, Nakielec, Policko-Góry, Wacławów, Żbin.

## Sąsiednie gminy
Golina, Kołaczkowo, Pyzdry, Rzgów, Słupca, Zagórów